# Araneus jalimovi
Araneus jalimovi là một loài nhện trong họ Araneidae.
Loài này thuộc chi Araneus. Araneus jalimovi được miêu tả năm 1981 bởi Bakhvalov.